# 용비
용비(龍飛)는 중국 후량(後凉) 의무제(懿武帝)의 연호이다. 396년 6월에서 399년 12월까지 3년 6개월 동안 사용하였다. 396년 6월, 여광은 국호를 대량(大凉)이라 정하고 천왕(天王)에 즉위하여 개원하였다. 399년 12월, 의무제 여광은 태자 여소(呂紹)에게 선위하고 태상황으로 물러났다가 곧 병사하였다. 뒤를 이은 은왕(隱王) 여소는 연호를 정하기 전에 배다른 형인 여찬(呂纂)에게 폐위·살해되었기 때문에 연호가 없다.
같은 시기에 사용된 다른 연호로는 동진(東晉)에서 사용한 태원(太元 : 376년 ~ 396년), 융안(隆安 : 397년 ~ 401년), 후연(後燕)에서 사용한 영강(永康 : 396년 ~ 398년), 청룡(靑龍 : 398년), 건평(建平 : 398년), 장락(長樂 : 397년 ~ 401년), 후진(後秦)에서 사용한 황초(皇初 : 394년 ~ 399년), 홍시(弘始 : 399년 ~ 416년), 서진(西秦)에서 사용한 태초(太初 : 388년 ~ 400년), 북량(北凉)에서 사용한 신새(神璽 : 397년 ~ 399년), 천새(天璽 : 399년 ~ 401년), 남량(南凉)에서 사용한 태초(太初 : 397년 ~ 399년), 북위(北魏)에서 사용한 등국(登國 : 386년 ~ 396년), 황시(皇始 : 396년 ~ 398년), 천흥(天興 : 398년 ~ 404년)이 있다.

## 연대대조표
| 용비                | 원년                            | 2년             | 3년                                 | 4년                 |
| 서력                | 396년                           | 397년           | 398년                               | 399년               |
| 육십간지 (六十干支) | 병신(丙申)                      | 정유(丁酉)      | 무술(戊戌)                          | 기해(己亥)          |
| 동진 (東晉)         | 태원(太元) 21년                 | 융안(隆安) 원년 | 2년                                 | 3년                 |
| 후연 (後燕)         | 영강(永康) 원년                 | 2년             | 3년 청룡(靑龍) 원년 건평(建平) 원년 | 장락(長樂) 원년     |
| 후진 (後秦)         | 황초(皇初) 3년                  | 4년             | 5년                                 | 6년 홍시(弘始) 원년 |
| 서진 (西秦)         | 태초(太初) 9년                  | 10년            | 11년                                | 12년                |
| 북량 (北凉)         | -                               | 신새(神璽) 원년 | 2년                                 | 3년 천새(天璽) 원년 |
| 남량 (南凉)         | -                               | 태초(太初) 원년 | 2년                                 | 3년                 |
| 북위 (北魏)         | 등국(登國) 11년 황시(皇始) 원년 | 2년             | 3년 천흥(天興) 원년                 | 2년                 |

## 같이 보기
- 중국의 연호

| 이전 연호 인가(麟嘉) | 중국의 연호 후량(後凉) | 다음 연호 함녕(咸寧) |